# Isagoras tacanae
Isagoras tacanae är en insektsart som beskrevs av Günther 1940. Isagoras tacanae ingår i släktet Isagoras och familjen Pseudophasmatidae. Inga underarter finns listade i Catalogue of Life.